# Суворовы
Суво́ровы — русский княжеский, графский и дворянский род, восходящий к концу XVI века.
В Боярских книгах (1627—1629) упоминаются московские дворяне Суворовы-Наумовы.

## Происхождение рода
Суворовская генеалогия недостаточно исследована.
В общей литературе, посвящённой происхождению Суворовых, высказывалось предположение о том, что их предки были выходцами из шведских земель. Эта версия не имеет за собой документации и в основном исходит из биографии полководца А.В. Суворова, где он писал: "При жизни царя Михаила Фёдоровича, выехали из Швеции (1622) Наум и Сувор и по их челобитью приняты в Российское подданство. Именуемые "честные мужи" разделились на разные поколения и по Сувору стали называться Суворовы". Для эпохи Александра Васильевича русским дворянам было свойственно выводить свой род из иностранцев, — дворянство старалось украситься иностранными гербами. Однако фамилия Суворов, как указывал граф С.Р. Воронцов в письме (07 ноября 1811) своему сыну М.С. Воронцову: "... бесспорно имеет чисто русские корни, так как Сувор — скорее всего, прозвище, означающее сурового человека" (суворого). После появления в Гёттингенской газете сообщения о немецком будто бы происхождении знаменитого полководца, Екатерина II написала (1790) Циммерману: "....не подлежит сомнению, что фамилия Суворовых давным—давно дворянская, испокон века русская и живёт в России".
Состав элементов герба Суворовых, который был создан персонально для генералиссимуса А.В. Суворова, в его время, подтверждает русское происхождение рода Суворовых, а следовательно, и фамилия Суворовых имеет своей основой русское прозвище Сувор (Суворый) Суровый. Более того, один из предполагаемых предков А.В. Суворова уже в конце XVI века был помещиком Кашинского уезда, что опровергает версию о выезде из Швеции, — исходящую из семейного предания, — в 1622 году. Существуют сведения о выезде из Швеции в начале XVI века, т.е. столетием раньше, чем указывал сам генералиссимус, или даже в середине XIV века; как писал вышеупомянутый С.Р. Воронцов, один автор и вовсе заявил о ливонском происхождении Суворовых.
Выдвинуто обоснованное предположение о происхождении из московских приказных людей. Родоначальник в таком случае — Григорий Суворов (отчество, гг. рождения и смерти неизвестны), приходившийся отцом Ивана Григорьевича (ум. 1715) и подьячим приказа Большого дворца (не позднее 1659 — не ранее 1663/1664). Иван Григорьевич, в свой черёд, имел свойственные связи, связанные с московской подьяческой и придворной средой, имевшей, помимо дворянских корней, происхождение из московской церковной, торговой и посадской "элиты". Помимо того, И.Г. Суворов был лично знаком с Петром I.
Официальная версия: Родоначальник их выехал из Швеции и род принял фамилию от него, который прозывался Сувор. Поколенная роспись рода находится в родословной однородцев — Наумовых.

## Дворяне Суворовы
Михаил Иванович Суворов, был 4-м воеводою правой руки войск в Казанском походе (1544) и 3-м воеводою 10 Большого полка в Шведском походе (1549). Постник Суворов подписался под приговором думы о войне с Польшею (1566) и упоминается в Новгородском походе Ивана Грозного (1572). Опричниками Ивана Грозного числились Семён и дьяк Постник Суворовы (1573). В синодике «по убиенным во брани» погибшими под Кесию упоминаются Филипп Григорьевич и Фёдор Тимофеевич Суворовы (июль 1578). Стольник Борис Суворов владел поместьями (1628), а за многолетнию службу и храбрость пожалован от царей и великих князей Петра I и Ивана V Алексеевичей грамотою (1686).
Род разделился на несколько ветвей, связь между которыми не отыскана:
1. Потомство Савелия Суворова, помещика Кашинского уезда, жившего в конце XVI века (Герб. Часть II № 14 и Часть VI № 7). Дворянская отрасль, поныне существующая, происходит от Александра Ивановича Суворова, гвардии капитан-поручика (1709—1753), дяди генералиссимуса. Она внесена в VI часть родословных книг Московской, Тверской, Санкт-Петербургской, Новгородской и Вологодской губерний.
2. Потомство Семёна Суворова, жившего в конце XVI века (Герб. Часть VIII. № 67). Борис Фёдорович, стольник (1628—1705), за 58-ми летнию службу пожалован похвальной грамотой. Иван Фёдорович Большой разбил взбунтовавшихся киргизов (1680) и был воеводою в Тюмени. Брат его Иван Меньшой — стольником и воеводою в Томске (1681). Этот род. Суворовых внесён в VI часть родословной книги Тверской и Вологодской губернии.
3. Потомство Дмитрия Суворова, жившего в конце XVI века.
4. Потомство Изота Суворова, жившего в первой половине XVII века.
5. Потомство Андрея Суворова, оренбургского дворянина, сын которого, Акинфий Андреевич в службе (с 1781).
6. Потомство Петра Суворова, секунд-майора жившего в царствование Императрицы Екатерины II и Императора Павла I[11].

## Графы Суворовы
Александр Васильевич Суворов пожалован (3 октября 1789), с рождёнными от него детьми, в графское достоинство Российской империи с проименованием Рымникский, за разбитие (11 сентября 1789) многочисленной турецкой армии, предводимой верховным визирем на реке Рымнике. В то же время германский император Иосиф II возвёл графа Александра Васильевича Суворова-Рымникскаго в графское достоинство Римской империи. Диплом на пожалованное графское достоинство Российской империи, за знаменитую победу, выписан (11 апреля 1791).

## Князья Суворовы
За изгнание за четыре месяца французов из Италии, король Сардинский Карл Эммануил IV, возвёл (1799) графа Александра Васильевича Суворова-Рымникскаго в княжеское достоинство по порядку первородства и с титулом «cousin du roi». Российский император Павел I за изгнание французов из Италии, восстановление законной власти, возвёл (08 августа 1799) генерал-фельдмаршала, графа А. В. Суворова-Рымникского в княжеское достоинство Российской империи с титулом князя Италийского. Высочайшая грамота на княжеское достоинство пожалована (29 марта 1851), и в ней князьям Италийским, графам Суворовым-Рымникским предоставлен титул Светлости.

### Известные представители графского и княжеского рода
Иван Парфеньевич Суворов убит поляками под Дубровной (1655).
- Внук его Иван Григорьевич Суворов (1670—1715)
  - Его сын Василий Иванович (1705–1775), который дослужился до чина генерал-аншефа.
    - Имел сына А. В. Суворова-Рымникского, князя Италийского.
      - Единственный сын генералиссимуса, князь Аркадий Александрович, генерал-адъютант, генерал-лейтенант, утонул в реке Рымнике (1811). Он оставил двух сыновей: Константина (1809—1877), гофмейстера, не имевшего потомства, и Александра. Со смертью (1893) единственного сына князя Александра Аркадьевича Суворова, Аркадия Александровича, пресёкся в мужском поколении княжеский род Суворовых[15].
      - Суворова, Наталья Александровна (1775—1844) — единственная дочь.

## Описание гербов

#### Герб. Часть II. № 13.
Герб графа Итальянского, графа Суворова-Рымникского: в щите разделённом двумя диагональными чертами наподобие Андреевского Креста, в середине находится малый щиток, имеющий два поля серебряное и красное, в которых изображены: на правой стороне Кираса, а на левой Шпага и Стрела, расположенные крестообразно вниз острыми концами. Вокруг малого щитка надпись: «За веру и верность» (в дальнейшем герб соответствует описанию герба князей Суворовых-Рымникских, только без описания княжеской мантии).

#### Герб. Часть IV. № 7.
Герб князей Суворовых-Рымникских: в щите, разделённом двумя диагональными чертами наподобие Андреевского Креста, в средине находится малый щиток, имеющий два поля серебряное и красное, в которых изображены: на правой стороне Кираса, а на левой Шпага и Стрела, острыми концами положенные крестообразно вниз. Кругом малого щитка надпись: «За веру и верность», которая присвоена к этому родовому гербу Римским Императором Иосифом II при возведении Суворова в Графское достоинство Римской Империи. В первой части в золотом поле чёрный Императорский двуглавый орёл коронованный, держащий в лапах Скипетр и Державу. Во второй части: в правом пурпуровом поле Перо, алмазами украшенное, на котором внизу изображена литера «К», означающая город Кинбурн, под которым Александр Васильевич Суворов одержал победу над Турками. В третьей части в голубом поле Туча, из которой вылетает Громовой удар, поражающий над Рекою Рымником стоящий Полумесяц, вниз рогами обращённый. В нижней части, разделённой перпендикулярно надвое, означены: в правом красном поле две Шпаги, крестообразно концами наверх положенные и Лавровыми ветвями обвитые. В левом серебряном поле Сердце. На щите наложена Графская Корона, на которой поставлены три турнирных серебряных шлема, средний увенчан по достоинству и держит на себе чёрного двуглавого Орла в золотой Короне; правый увенчан таковым же Орлом, имея на главах своих золотые Круги; левый отличён облеченной в латы рукой с саблей. Намёт на щите голубой, подложенный золотом. Щит держат два Льва натурального цвета с загнутыми хвостами. Весь большой щит покрыт мантией и шапкой, принадлежащими княжескому достоинству.

#### Герб. Часть VIII. № 67
Герб дворян Суворовых: щит имеет голубую вершину с изображением золотого креста. В нижней части находится панцирь, а в левом, красном поле, крестообразно положены серебряные шпаги и стрела, остроконечиями вниз (изм. польский герб Пржестржал). щит увенчан дворянским шлемом с короной, на поверхности которой виден до половины выходящий лев с мечом. Намёт на щите красного и голубого цвета, подложенный золотом.

#### Герб. Часть XVIII. № 31
Герб титулярного советника Бориса Суворова и губернского секретаря Сергея и Людмилы Александровичей Суворовых: в красном щите на золотой горе, скачущий на серебряном коне всадник в персидской одежде. В вольной, квадратной золотой части щита, справа вверху чёрный с широкими концами крест. Над щитом дворянский коронованный шлем. Нашлемник: серебряный встающий вправо медведь с красными глазами и языком. Намёт: справа красный с серебром, слева чёрный с золотом. Девиз «ОБЯЗАН — ЗНАЧИТ МОГУ» серебряными буквами на красной ленте.

#### Герб. Часть XVIII. № 106
Герб доктора медицины, действительного тайного советника Ивана Суворова: щит разделён костылеобразно чернью и золотом, с дамасцированными золотым восьмиконечным крестом в столб, сопровождаемый внизу тремя золотыми же пчёлами. В золотых боковых частях щита по червлёной чаше, из которой пьёт красная змея. Над щитом дворянский коронованный шлем. Нашлемник: два чёрных орлиных крыла, между ними золотой колокол. Намёт: справа чёрный с золотом, слева красный с золотом. Девиз «ВЕРА, НАУКА, ТРУД» золотыми буквами на чёрной ленте.

## Известные представители
XVII век:
- Суворов Алексей — воевода в Устюжне-Железопольской (1608).
- Суворов Тарас Степанович — воевода в Юрьеве-Польском (1647—1649).
- Суворов Фёдор Семёнович — воевода в Обояни (1658).
- Суворов Иван Фёдорович — письменный голова, воевода в Тобольске (1680—1682)[18].
- Суворов Яков Фёдорович — московский дворянин (1677—1692).
- Суворов Василий Иванович — стольник царицы Евдокии Федоровны (1692).
- Суворовы: Андриян и Илья Гавриловичи, Гаврила Андреевич, Евтифей Иванович, Борис и Иван (Большой) Федоровичи — стольники (1677—1692).
- Суворовы-Наумовы: Пётр и Василий Петровичи — московские дворяне (1627—1629).[2].
- Суворов — поручик Тенгинскаго пехотного полка, погиб в сражении при Полоцке (5-6 августа 1812), его имя занесено на стену храма Христа Спасителя в г. Москва[11].